# Hiroshi Yoshida (calciatore)
Hiroshi Yoshida (Prefettura di Shizuoka, 11 febbraio 1958) è un ex calciatore giapponese, di ruolo attaccante.

## Statistiche

### Presenze e reti nei club
| Stagione | Squadra           | Campionato | Campionato | Campionato |
| Stagione | Squadra           | Comp       | Pres       | Reti       |
| -------- | ----------------- | ---------- | ---------- | ---------- |
| 1980     | Furukawa Electric | JSL1       | 13         | 2          |
| 1981     | Furukawa Electric | JSL1       | 18         | 14         |
| 1982     | Furukawa Electric | JSL1       | 18         | 7          |
| 1983     | Furukawa Electric | JSL1       | 17         | 1          |
| 1984     | Furukawa Electric | JSL1       | 14         | 3          |
| 1985-86  | Furukawa Electric | JSL1       | 22         | 16         |
| 1986-87  | Furukawa Electric | JSL1       | 20         | 11         |
| 1987-88  | Furukawa Electric | JSL1       | 17         | 3          |
| 1988-89  | Furukawa Electric | JSL1       | 22         | 2          |
| 1989-90  | Furukawa Electric | JSL1       | 19         | 1          |
|          | Totale            |            | 180        | 60         |